# Ответен удар
Ответен удар беше кеч pay-per-view турнир, продуциран всеки април (с изключение на 2005) от WWE, професионална кеч компания, намираща се в Кънектикът. Събитието е създадено през 1999, където първият турнир е продуциран като турнир Във вашия дом през април същата година. Турнирът през 2000 става ежегоден турнир за WWE. За да напреднат с разширяването на марките, събитието става турнир на марката Първична сила през 2004. През 2007, следвайки формата на КечМания, всеки турнир включва и трите шоута. Последното събитие се провежда през 2009, когато Екстремни правила замества Ответен удар през 2010.

## История
Ответен удар включва главен мач и мачове преди него, които включват титли или други условия. Първия турнир първоначално е продуциран като турнир Във вашия дом от World Wrestling Federation (WWF), бившото име на WWE. Турнира е наречен Ответен удар: Във вашия дом. Провежда се на 25 април 1999 и се излъчва на живо по PPV. През 1999, продукцията на турнирите Във вашия дом спира, въпреки че много от турнирите Във вашия дом, като Ответен удар, Без изход и Денят на страшния съд и други, става ежегодни турнири.
През 2002, WWF получава съдебна заповед да сменят името си, сменяйки го на WWE. По-късно същата година, WWE провежда жребия, разделяща състава им на двете представящи шоута - Първична сила и Разбиване., и ECW през 2006. Преди жребият, мачовете включват кечисти без ограничения: след жребият, мачовете вклчват кечисти само от съответната мачрка. Първия турнир Ответен удар, продуциран от WWE и с ограничения в състава е Ответен удар 2003, провеждащ се на 27 април. По-късно през 2003, WWE обявяват, че турнирите, с изключение на КечМания, Лятно тръшване, Сървайвър и Кралски грохот стават турнири на една от марките; Ответен удар става турнир на Първична сила. След три години продуциран като такъв турнир, Ответен удар 2006 е последния турнир Ответен удар на една марка, след като WWE обявяват, че турнирите ще включват всичките три марки на WWE.
Вкеки турнир Ответен удар се провежда в затворена арена, където десет турнира се провеждат в Съединените щати и един в Канада.

## Дати и маеста
██ Турнир на Първична сила
██ Събитие на Разбиване
| №  | Име                         | Дата         | Град                      | Място                   | Главен мач                                                                        |
| -- | --------------------------- | ------------ | ------------------------- | ----------------------- | --------------------------------------------------------------------------------- |
| 1  | Ответен удар: Във вашия дом | 25 април     | Провидънс, Род Айлънд     | Providence Civic Center | Ледения Стив Остин срещу Скалата1                                                 |
| 2  | Ответен удар (2000)         | 30 април     | Вашингтон, окръг Колумбия | MCI Center              | Трите Хикса срещу Скалата1                                                        |
| 3  | Ответен удар (2001)         | 29 април     | Роузмънт, Илинойс         | Allstate Arena          | Ледения Стив Остин и Трите Хикса срещу Кейн и Гробаря1;2                          |
| 4  | Ответен удар (2002)         | 21 април     | Канзас Сити, Мисури       | Kemper Arena            | Трите Хикса срещу Хълк Хоуган3                                                    |
| 5  | Ответен удар (2003)         | 27 април     | Устър, Масачузетс         | Worcester Centrum       | Голдбърг срещу Скалата                                                            |
| 6  | Ответен удар (2004)         | 18 април     | Едмънтън, Албърта         | Rexall Place            | Крис Беноа срещу Трите Хикса срещу Шон Майкълс4                                   |
| 7  | Ответен удар (2005)         | 1 май        | Манчестър, Ню Хампшър     | Verizon Wireless Arena  | Батиста срещу Трите Хикса4                                                        |
| 8  | Ответен удар (2006)         | 30 април     | Лексингтън, Кентъки       | Rupp Arena              | Джон Сина срещу Острието срещу Трите Хикса5                                       |
| 9  | Ответен удар (2007)         | 29 април     | Атланта, Джорджия         | Philips Arena           | Джон Сина срещу Шон Майкълс срещу Ренди Ортън срещу Острието5                     |
| 10 | Ответен удар (2008)         | 27 април     | Балтимор, Мериленд        | 1st Mariner Arena       | Ренди Ортън срещу Трите Хикса срещу Джон Сина срещу срещу Джон „Брадшоу“ Лейфилд5 |
| 11 | Ответен удар (2009)         | 26 април     | Провидънс, Род Айлънд     | Dunkin' Donuts Center   | Джон Сина срещу Острието4                                                         |
| 11 | Ответен удар (2016)         | 11 септември | Ричмънд, Вирджиния        | Richmond Coliseum       | Дийн Амброуз срещу Ей Джей Стайлс6                                                |

Мач за:

1↑Титлата на WWF

2↑Интерконтиненталната титла на WWF и Отборните титли на WWF

3↑Безспорната титла на WWF

4↑Световната титла в тежка категория

5↑Титлата на WWE

6↑Световната титла на WWE